# Wessjoly (Adygeja, Maikopski, Abadsechskoje)
Wessjoly (russisch Весёлый) ist ein Dorf (chutor) in Südrussland. Es gehört zur Republik Adygeja und hat 292 Einwohner (Stand 2019).